# Willy Røgeberg
Willy Røgeberg, né le 11 décembre 1905 à Oslo et mort le 15 décembre 1969 dans la même ville, est un tireur sportif norvégien. Au cours de la Seconde Guerre mondiale, pendant l'occupation allemande de la Norvège, Røgeberg a été arrêté par les Allemands le 29 mai 1942 pour des accusations liées aux armes. Il a passé la période du 29 mai au 5 octobre 1942 incarcéré à Møllergata 19, puis du 5 octobre 1942 au 22 décembre 1943 en tant que prisonnier no 4776 au camp de concentration de Grini.

## Palmarès

### Jeux olympiques
- 1936 à Berlin
  -  Médaille d'or en 50m carabine position couchée
- 1948 à Londres
  -  Médaille de bronze en 300m carabine trois positions [1]